# Nguyệt Chi

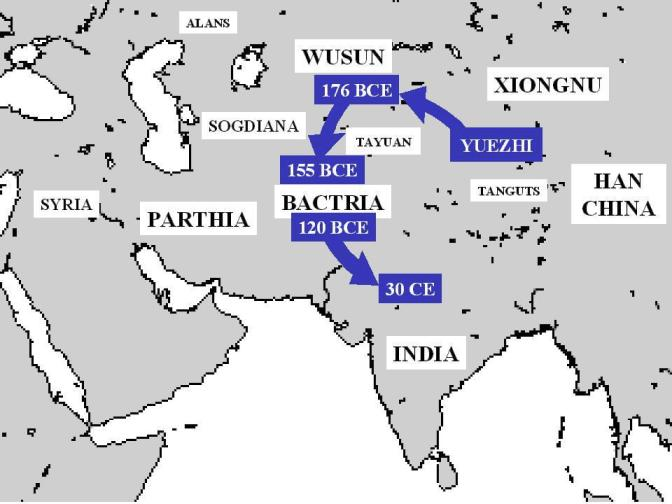
Sự di cư của người Nguyệt Chi qua vùng Trung Á, từ khoảng năm 176 TCN đến năm 30

Nguyệt Chi (tiếng Trung:月氏, hoặc 月支) hay Đại Nguyệt Chi (tiếng Trung:大月氏, hoặc 大月支), là tên gọi trong tiếng Trung để chỉ những người Trung Á cổ đại. Người ta cho rằng họ chính là (hoặc có quan hệ họ hàng gần gũi với) người Tochari (Τοχάριοι-Thổ Hỏa La) theo cách gọi của người Hy Lạp cổ. Ban đầu họ định cư trong các vùng đồng cỏ khô cằn thuộc miền đông khu vực lòng chảo Tarim, ngày này có lẽ thuộc Tân Cương, Cam Túc và có thể là cả Kỳ Liên Sơn ở Trung Quốc, trước khi họ di cư tới Transoxiana, Bactria (Đại Hạ) và sau đó là miền bắc Ấn Độ, là nơi mà họ lập ra Vương triều Quý Sương.
Người ta cho rằng trong tên gọi "Nguyệt Chi" thì chữ nguyệt 月, có nghĩa là "Mặt Trăng", có nguồn gốc từ nhục 肉, có nghĩa là "thịt". Trên thực tế, chữ nguyệt là tương tự như bề ngoài của dạng cơ bản của chữ nhục. "Nhục Chi" 肉(⺼)氏 có lẽ có nghĩa văn chương là "bộ lạc ăn thịt", nghĩa là những người ăn thịt.

## Di cư của người Nguyệt Chi

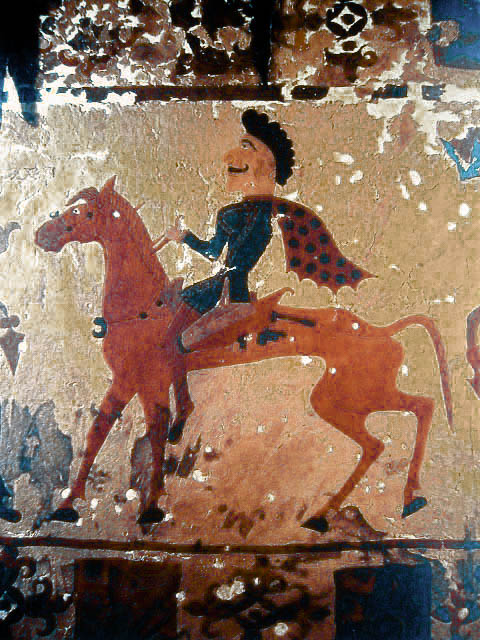
Một người Scythia cưỡi ngựa trong khu vực bị người Nguyệt Chi xâm chiếm, Pazyryk, khoảng năm 300 TCN

## Định cư tại Transoxiana

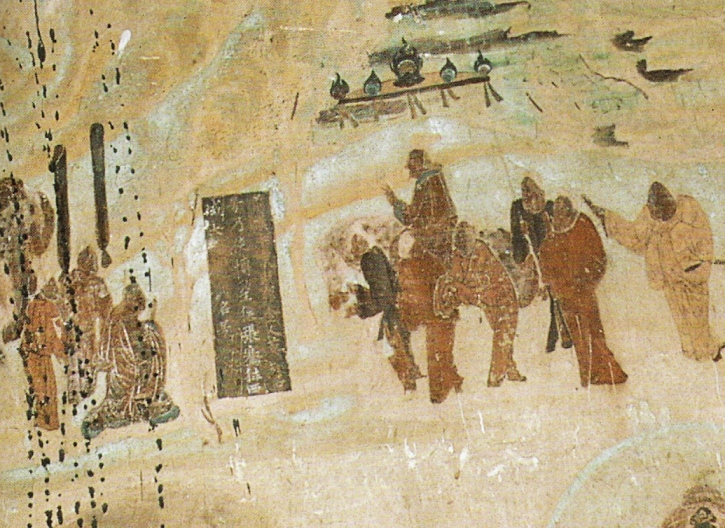
Phái bộ Trung Quốc của Trương Khiên đến chỗ người Nguyệt Chi vào năm 126 TCN, động Mộ Cao, bích họa khoảng những năm 618-712

## Thành lập vương triều Quý Sương

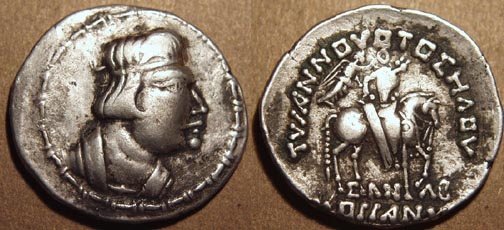
Vị vua tự xưng đầu tiên của Quý Sương Heraios (1-30) trong kiểu Hy Lạp-Bactria.
Mặt phải: Tượng bán thân của Heraios, với dải băng buộc đầu kiểu hoàng gia Hy Lạp.
Mặt trái: Vua cưỡi ngựa, được nữ thần chiến thắng Nike trao vương miện bằng một vòng hoa. Chữ khắc Hy Lạp: TVPANNOVOTOΣ HΛOV - ΣΛNΛB - KOÞÞANOY "Bạo chúa Heraios Sanav (không rõ nghĩa) của người Quý Sương".